# 1920 في كندا
فيما يلي قوائم الأحداث التي وقعت خلال عام 1920 في كندا.

## سياسة

### تعيين في المنصب
- 1 يناير – جون كينيدي member of the Legislative Assembly of Manitoba ‏.
- 27 يوليو – إرنست هوارد أرمسترونغ عضو مجلس نواب نوفا سكوشا ‏.
- 9 أكتوبر – والتر إدوارد فوستر عضو الجمعية التشريعية لنيو برونزويك ‏.

### انتهاء فترة المنصب
- 1 يناير – جون غراهام member of the Legislative Assembly of Manitoba ‏.
- 1 يناير – هارولد فيشر عمدة أوتاوا [الإنجليزية]‏.
- 29 يونيو – جون موريسون member of the Legislative Assembly of Manitoba ‏.
- 10 يوليو – روبرت بوردن رئيس وزراء كندا.
- 27 يوليو – إرنست هوارد أرمسترونغ عضو مجلس نواب نوفا سكوشا ‏.
- 9 أكتوبر – جيمس الكسندر موراي عضو الجمعية التشريعية لنيو برونزويك ‏.
- 9 أكتوبر – والتر إدوارد فوستر عضو الجمعية التشريعية لنيو برونزويك ‏.

## مواليد

### يناير
- 1 يناير – بيني هودج ناشطة كندية.
- 1 يناير – روبن إيب كاتب كندي.
- 1 يناير – لينوكس غرافتون مهندسة معمارية كندية.
- 1 يناير – ميكي ماغيري لاعب كرة قدم كندي.
- 6 يناير – هنري كوردن ممثل أمريكي.
- 12 يناير – بيل ريد
- 18 يناير – رينيه أوديت كهنوت كندي.
- 23 يناير – هيدلي ودهاوس فارس من الولايات المتحدة الأمريكية.
- 29 يناير – جورج باين صحفي كندي.

### فبراير
- 7 فبراير – أوسكار براند موسيقي أمريكي.
- 13 فبراير – اريك فينكلر سياسي كندي.
- 19 فبراير – لورانس مورلي
- 21 فبراير – دالتون بالز سياسي كندي.
- 25 فبراير – مولي بوباك فنانة كندية.

### مارس
- 1 مارس – ماكس بنتلي لاعب هوكي جليد كندي.
- 2 يونيو – مارسيل بيلانجر عالم اقتصاد كندي.
- 3 مارس – جيمس دوهان
- 14 مارس – ديك غراي لاعب هوكي جليد كندي.
- 16 مارس – غودرون باركر
- 16 مارس – هربرت جوزيف بروخ سياسي كندي.
- 19 مارس – لوران نويل
- 19 مارس – لويد فرنسيس سياسي كندي.
- 20 مارس – فيكي بانوس لاعبة كرة قاعدة من الولايات المتحدة الأمريكية.
- 20 مارس – قاي غوثير سياسي كندي.
- 22 مارس – جيلبرت بلاس فيزيائي كندي.

### أبريل
- 12 أبريل – أنيتا إليس
- 13 أبريل – غوردون كلينتون سياسي أمريكي.
- 15 أبريل – نيل جاي آرمسترونغ
- 21 أبريل – أرماند بوا سياسي كندي.
- 21 أبريل – أندريه دوفال كاتب كندي.
- 24 أبريل – دونالد ديكون سياسي كندي.

### مايو
- 5 مايو – بيل هنتر مدرب رياضي كندي.
- 5 مايو – جاك آدامز لاعب هوكي جليد كندي.
- 7 مايو – ديزي سويني
- 8 مايو – باربرا هوارد مدرس من كندا.
- 9 مايو – هيلين نيكول لاعبة كرة قاعدة من الولايات المتحدة الأمريكية.
- 30 مايو – جورج لندن

### يونيو
- 2 يونيو – مارسيل بيلانجر عالم اقتصاد كندي.
- 6 يونيو – روبرت تورنر
- 9 يونيو – ستيوارت فلمنج سياسي كندي.
- 11 يونيو – توم باترسون صحفي كندي.
- 14 يونيو – ستانلي واترس سياسي كندي.
- 15 يونيو – جاك ليزلي
- 16 يونيو – ريمون لوميوكس كيميائي كندي.
- 24 يونيو – جو غريني سياسي كندي.
- 26 يونيو – جان بيار روي

### يوليو
- 1 يوليو – جان ماري فروتير قس كندي.
- 10 يوليو – جان بيرنت عالمة اجتماع كندية.
- 12 يوليو – بيير برتون
- 21 يوليو – تشارلز جورج دريك
- 29 يوليو – بيل بنسون لاعب هوكي جليد كندي.

### أغسطس
- 2 أغسطس – أغسطس رووي سياسي كندي.
- 2 أغسطس – رايموند كلير إدواردز سياسي كندي.
- 5 أغسطس – سلمى دايموند
- 17 أغسطس – هنري بوتر ضابط بحري كندي.
- 20 أغسطس – روس ألجر
- 21 أغسطس – هنري فرانك جونز سياسي كندي.

### سبتمبر
- 3 سبتمبر – غيلبرت فين سياسي كندي.
- 4 سبتمبر – كاترين بينيت لاعبة كرة قاعدة من الولايات المتحدة الأمريكية.
- 9 سبتمبر – جوزيف شاريك
- 10 سبتمبر – روبرت بونير سياسي كندي.
- 14 سبتمبر – هارولد براون لاعب هوكي جليد كندي.
- 21 سبتمبر – جيمس ميلتون هام
- 23 سبتمبر – سيدني هربرت تومسون سياسي كندي.
- 28 سبتمبر – راي أفيري مصور أمريكي.

### أكتوبر
- 2 أكتوبر – ألبرت رينو لاعب هوكي جليد كندي.
- 15 أكتوبر – روبرت بارك كاميرون دبلوماسي كندي.
- 17 أكتوبر – إيلي أبيل صحفي من الولايات المتحدة الأمريكية.
- 23 أكتوبر – جيم هنري لاعب هوكي جليد كندي.
- 31 أكتوبر – لورني هندرسون سياسي كندي.

### نوفمبر
- 11 نوفمبر – جون فيرغسون براون سياسي كندي.
- 12 نوفمبر – كاميلي داغينيه مهندس كندي.
- 17 نوفمبر – جورج دونينغ
- 18 نوفمبر – جورج جونسون
- 26 نوفمبر – دانييل بيتري مخرج أفلام كندي.

### ديسمبر
- 1 ديسمبر – لويس فورتين سياسي كندي.
- 9 ديسمبر – تيري نوغينت سياسي كندي.
- 15 ديسمبر – هوارد كيبل
- 17 ديسمبر – كينيث ايفرسون

## وفيات

### فبراير
- 3 فبراير – جان أوقستي روس (مواليد 1851) سياسي كندي.

### أبريل
- 6 أبريل – جيمس باور (مواليد 1883) لاعب هوكي جليد كندي.
- 18 أبريل – جورج ماكميلان (مواليد 1863) لاعب كرة قاعدة من الولايات المتحدة الأمريكية.
- 19 أبريل – الكسندر جيبسون (مواليد 1852) سياسي كندي.

### مايو
- 4 مايو – دونالد الكسندر ماكدونالد (مواليد 1845) عسكري كندي.

### يونيو
- 1 يونيو – جيسي تورنبول (مواليد 1845)
- 17 يونيو – جون إس. غالاغير (مواليد 1839) سياسي كندي.

### يوليو
- 20 يوليو – بيل أونيل (مواليد 1880) لاعب كرة قاعدة من الولايات المتحدة الأمريكية.
- 28 يوليو – تشارلز كولينز (مواليد 1882) لاعب هوكي جليد كندي.

### سبتمبر
- 30 سبتمبر – ويليام ويلفريد سوليفان (مواليد 1839) سياسي كندي.

### أكتوبر
- 31 أكتوبر – ألفونس دس ديسغاردين (مواليد 1854)

### ديسمبر
- 3 ديسمبر – روبرت أوستين شيرر (مواليد 1868) سياسي كندي.
- 11 ديسمبر – ويليام باور (مواليد 1849) سياسي كندي.
- 16 ديسمبر – جي. إرنست فيرويذر (مواليد 1850) مهندس معماري كندي.